# Onthophagus tanganus
Onthophagus tanganus là một loài bọ cánh cứng trong họ Bọ hung (Scarabaeidae).